# Cambalomorpha formosa
Cambalomorpha formosa är en mångfotingart som beskrevs av Pocock 1895. Cambalomorpha formosa ingår i släktet Cambalomorpha och familjen Glyphiulidae. Inga underarter finns listade i Catalogue of Life.